# Raymond Collishaw
Raymond Collishaw (ur. 22 listopada 1893 w Nanaimo w Kolumbii Brytyjskiej, zm. 28 września 1976 w Vancouver) – kanadyjski pilot myśliwski, jeden z największych asów myśliwskich okresu I wojny światowej. Autor 61 zwycięstw powietrznych.

## Życiorys
W 1908 roku jako 15-latek wstąpił do kanadyjskich wojsk ochrony łowisk rybnych. Służbę rozpoczynał jako majtek, by siedem lat później dojść do stopnia pierwszego oficera. W 1911 roku brał udział w wyprawie polarnej pod kierownictwem Vilhjalmura Stefanssona na Arktykę. W 1915 wstąpił do Służby Powietrznej Marynarki Królewskiej.
W czasie I wojny światowej początkowo jako pilot pomagał eskortować bombowce, a od lutego 1917 służył w 3 Dywizjonie. Podczas wojny zasłynął jako dowódca słynnego 10 Dywizjonu, zwanego też jako „Czarna Eskadra” (Black Flight) lub "Czarny Klucz”. To właśnie walcząc w jego szeregach od kwietnia 1917 roku Raymond Collishaw zapisał się w historii jako jeden z najlepszych asów myśliwskich I wojny światowej. „Czarną Eskadrą” nazywano formację pięciu pilotów (Collishaw, E. Reid, J. E. Sharman, G. E. Nash i M. Alexander).
Raymond Collishaw gdy trafił do 10 Dywizjonu wyposażonego w trójpłatowy samolot Sopwith Triplane, ten tak przypadł mu do gustu, że latając jako dowódca eskadry przemalował elementy samolotu na czarno i wkrótce piloci dowodzonej przez niego eskadry uczynili tak samo. Każdy samolot otrzymał indywidualną nazwę z przedrostkiem „Black” (Czarny) w ten sposób powstała „Czarna Eskadra”. Wszyscy latali na samolotach Sopwith Triplane i wszyscy mieli charakterystyczne czarne obudowy silników, czarne koła i kadłuby, na których napisano na biało: Black Maria („Czarna Maria” - Collishaw), Black Death („Czarna Śmierć” - Sharman), Black Sheep („Czarna Owca” - Nash), Black Roger („Czarny Roger” - Reid) oraz Black Prince („Czarny Książę” - Alexander). W sumie „Czarna Eskadra” zestrzeliła w ciągu 4 miesięcy 87 wrogich samolotów.
Collishaw był pierwszym pilotem, który wsławił się zestrzeleniem 6 wrogich maszyn jednego dnia. W czasie swojej podniebnej kariery zestrzelił m.in. niemieckiego asa myśliwskiego Karla Allmenrödera. W sumie osiągnął imponującą liczbę 61 zwycięstw (najwięcej z pilotów lotnictwa morskiego) w tym 60 zwycięstw w I wojnie światowej i 1 zwycięstwo w wojnie domowej w Rosji.
Po wojnie pozostał w wojsku kanadyjskim, gdzie doszedł do rangi Wicemarszałka Lotnictwa. Zmarł 28 września 1976 roku.

## Odznaczenia
- Order Imperium Brytyjskiego (odznaka wojskowa IV Klasy)
- Order Łaźni (III Klasy)
- Distinguished Service Order – dwukrotnie
- Distinguished Service Cross
- Distinguished Flying Cross
- francuski Croix de Guerre (1914-1918)
- carski Order Świętej Anny (IV Klasy)